# Mikuláš Bek
Mikuláš Bek, né le 22 avril 1964 à Šternberk, est un homme politique et universitaire tchèque.